# Боброво (Тульская область)
Боброво — деревня в Арсеньевском районе Тульской области России. 
В рамках административно-территориального устройства является центром Бобровского сельского округа Арсеньевского района, в рамках организации местного самоуправления входит в муниципальное образование Астаповское со статусом сельского поселения в составе муниципального района.

## География
Расположена в 3 км к югу от райцентра — посёлка городского типа Арсеньево.

## Население
| 2002 | 2010 | 2014 | 2015 |
| ---- | ---- | ---- | ---- |
| 311  | ↘268 | ↗286 | ↗292 |